# 菊池俊夫
菊池 俊夫（きくち としお、1984年8月20日 - ）は、宮城県塩竈市出身の元プロ野球選手（内野手）。

## 来歴・人物
仙台育英高校では2年生の時に第73回選抜高等学校野球大会に出場し、2年生ながら4番打者としてチームの準優勝に貢献した。当時は中谷翼、矢貫俊之とチームメイトだった。
2002年プロ野球ドラフト会議で、オリックス・ブルーウェーブに5巡目で指名され、入団。長打力があり、肩も強いと将来の大型内野手として期待された。
しかし、1年目の成績はウエスタンリーグで51試合出場、打率.101と散々な結果だった。
翌2004年もウエスタンでの出場は39試合と少なく活躍はできなかった。2004年末の球団合併・分配ドラフトを経て、2005年はオリックス・バファローズと契約。しかし同年オフに戦力外通告され、12球団合同トライアウトに参加するが他球団からのオファーはなかった。
2006年から2年間浜松ケイ・スポーツBCに所属した。
現在は静岡県内の一般企業に勤務。

## 詳細情報

### 年度別打撃成績
- 一軍公式戦出場なし

### 背番号
- 58 （2003年 - 2004年）
- 93 （2005年）